# Jan Magnusson (ämbetsman)
Jan Olof Magnusson, född 15 november 1948, död 23 oktober 2021 i Stockholm, var en svensk ämbetsman och var från och med 1 mars 2009 till och med 19 januari 2014 generaldirektör för Sveriges geologiska undersökning (SGU). Innan Magnusson tillträdde tjänsten vid SGU var han generaldirektör vid Regeringskansliet, där han inför inrättandet av myndigheterna Tillväxtverket och Myndigheten för tillväxtpolitiska utvärderingar och analyser var utsedd till särskild utredare.

## Biografi
Magnusson utbildade sig till civilingenjör i väg- och vattenbyggnad vid Chalmers i Göteborg och fick anställning vid Naturvårdsverket som handläggare av bullerfrågor. Därifrån gick han till en tjänst som departementssekreterare inom Industridepartementet och arbetade med bland annat energifrågor, en karriär som ledde till en befattning som avdelningschef för forskning och utvecklingsverksamheten vid det nyinrättade Statens energiverk. År 1992 blev han överdirektör och år 1998 generaldirektör för Svenska Kraftnät. 
Magnusson var gift med Birgitta Palmberger, chef för energiteknikavdelningen vid Energimyndigheten.